# Porsche Mission E
La Porsche Mission E, dans sa forme longue Concept Study Mission E, est un concept car électrique de type coupé quatre portes, présenté lors du salon de l'automobile de Francfort en septembre 2015. Elle préfigure la Porsche Taycan, première berline électrique du constructeur automobile Porsche, produite à partir de 2019.

## Caractéristiques

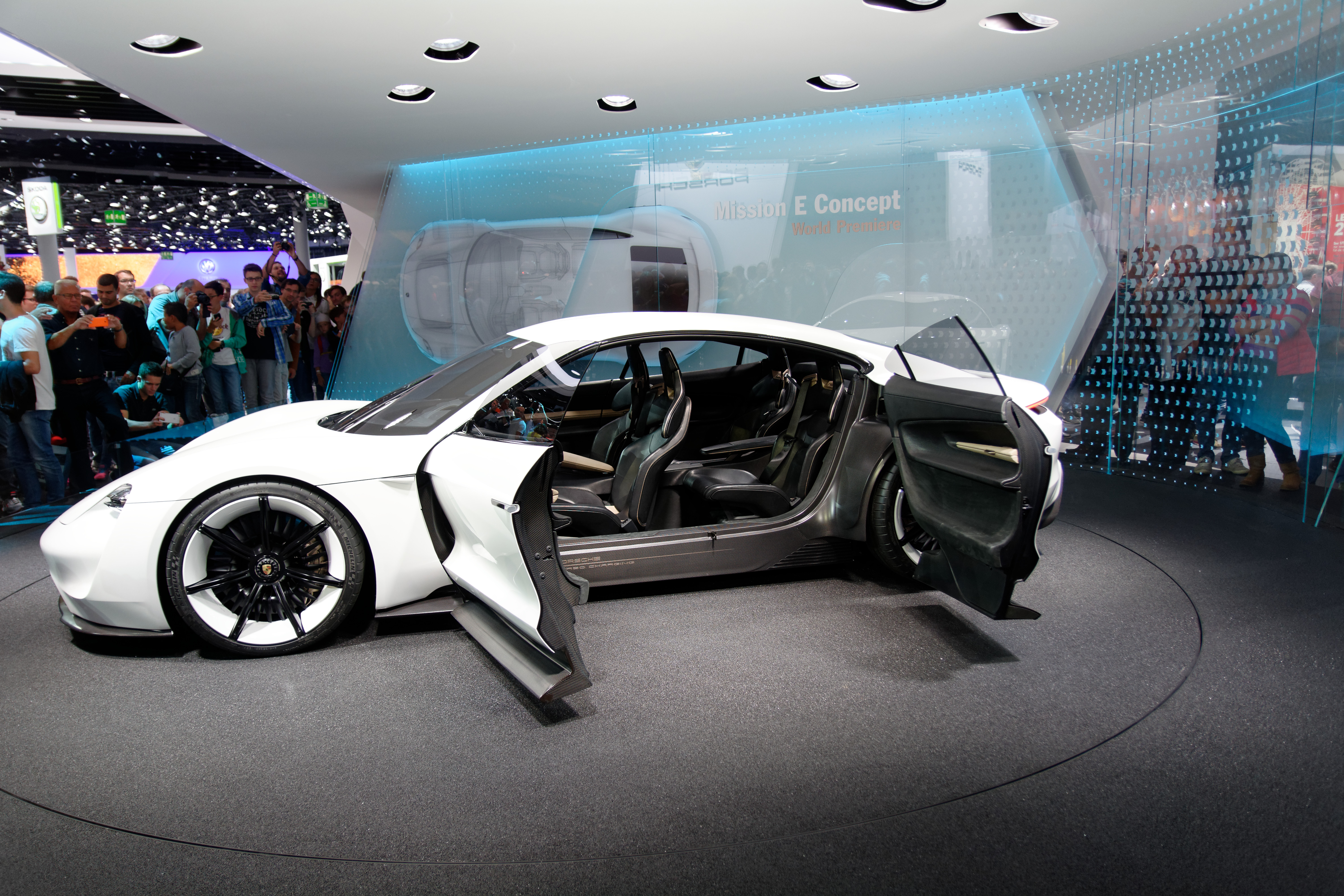
Les portières à ouvertures antagoniste.

La Porsche Mission E est équipée de deux moteurs électriques à aimants synchrones d'une puissance cumulée de 600 ch. Ses quatre roues sont motrices, un moteur contrôlant chaque essieu. Les quatre roues sont également directrices, tandis que les portières sont à ouverture antagoniste, sans montant central. La carrosserie est réalisée dans un mélange d’aluminium, d’acier et de plastique renforcé par des fibres de carbone. Les jantes, en carbone, ont un diamètre de 21 pouces à l'avant, et 22 pouces à l'arrière.
Les batteries lithium-ion sont disposées à plat au niveau du plancher du véhicule, entre les trains avant et arrière, pour favoriser un centre de gravité bas. Elles peuvent être chargées via un chargeur fonctionnant à une tension de 800 V spécialement développé pour la voiture, une tension deux fois supérieure à celle des véhicules électriques actuels. Selon Porsche, ses batteries lui permettent une autonomie de 500 km, et 80 % de celle-ci (soit 400 km) sont déjà réalisables après une charge rapide de 15 min. Elles peuvent également être chargées par induction, grâce à un appareil qui devra être installé dans le sol du garage. 
L'habitacle se veut futuriste et intègre des technologies nouvelles pour la marque. Les combinés d'instruments utilisent la technologie OLED, et la navigation dans les menus se fait via à un système de suivi du regard, grâce à une caméra qui suit les yeux du conducteur pour identifier l'instrument regardé. L'utilisateur valide ensuite la commande avec l'appui d'un bouton sur le volant. Il n'y a pas de rétroviseurs, ceux-ci étant remplacés par des caméras.

## Réception
Le concept Mission E, qui a été présenté pour la première fois au Salon de l'automobile de Francfort 2015 sans qu'aucune annonce n'en soit faite auparavant. Le journaliste de Caradisiac décrit ainsi « Une véritable réussite qui mélange l'ADN Porsche par sa silhouette, la forme des vitres latérales ou la fantastique ligne de feux arrière avec des évolutions des derniers modèles, 918 Spyder en tête. » Le journaliste d'Autonews parle lui d'un « style audacieux », et d'une ligne « dynamique », avec « une face avant [...] inspirée par la supercar 918 Spyder ».
Elle est exposée pour la première fois en France fin janvier 2016 au Festival automobile international à Paris. Lors de ce salon, le jury lui décerne le prix de « Plus beau concept car de l’année », à égalité avec la Mazda RX-Vision.

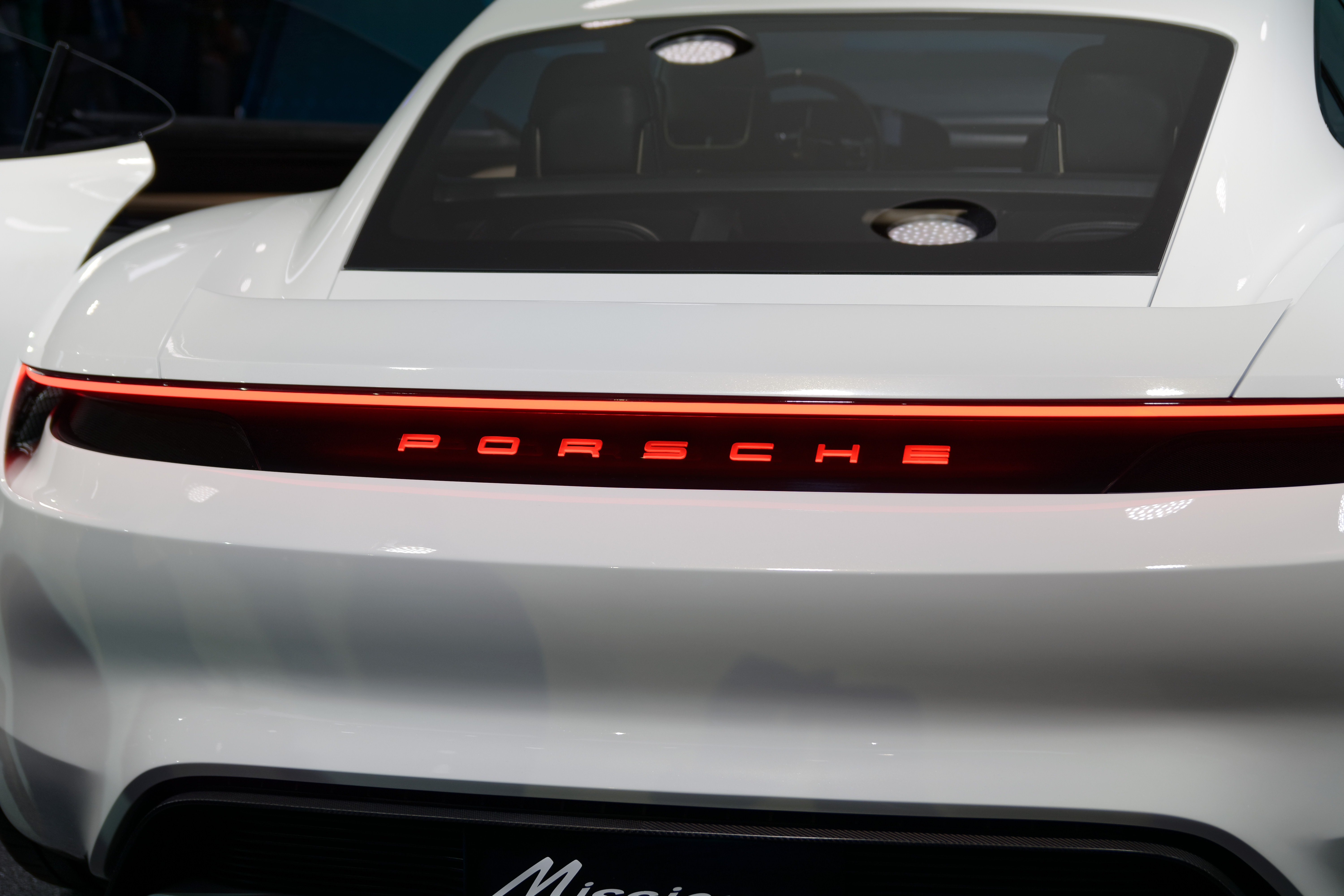
La bande lumineuse arrière.

## Postérité
Porsche annonce au début du mois de décembre 2015 que la Mission E serait produite en série à la fin de la décennie. Selon la marque, cette version de série sera produite à Zuffenhausen, à l'aide d'un investissement évalué à 700 millions d'euros et d'une création de plus de 1 000 emplois. Début février 2016, le modèle reçoit le nom de code interne « J1 », confirmant que le développement d'une Mission E de série a débuté. Selon Caradisiac, elle sortira avant 2019. En juillet 2016, la marque allemande revoit le nombre d'embauches à la hausse, et annonce que 1 400 emplois seront créés afin de développer et produire la Mission E avant 2020. L'investissement nécessaire est quant à lui évalué à un milliard d'euros. Le 10 juin 2018, Porsche dévoile le nom de la version de série de sa berline électrique inspirée de la Mission E. Elle prend le nom de Taycan signifiant d'après le constructeur « jeune cheval fougueux ».